# Диллон, Мария Львовна
Мари́я (Ми́на) Льво́вна Ди́ллон (27 октября [8 ноября] 1858, Поневеж, Ковенская губерния — 14 октября 1932, Ленинград) — русский скульптор еврейского происхождения, представительница петербургского академизма, видная деятельница русского модерна, одна из первых женщин — выпускниц скульптурного класса Императорской Академии художеств; супруга живописца Фёдора Бухгольца. Создательница памятника математику Николаю Лобачевскому в Казани и надгробия актрисе Вере Коммиссаржевской в Александро-Невской лавре.

## Ранние годы. Образование
Родилась в Ковенской губернии в семье еврея-откупщика. В ранней молодости была привезена в Санкт-Петербург, где под влиянием впечатления от первых успехов Антокольского родные обратили внимание на её страсть лепить.
В 1879 году Диллон поступила вольнослушающей в Академию художеств, которую окончила в 1888 году. За выпускную работу «Андромеда, прикованная к скале» (сохранились её фото и эскиз) получила малую золотую медаль и звание классного художника 2-й степени.
С тех пор она почти без перерыва принимала участие в ежегодных академических выставках в Петербурге, выставляясь иногда и за границей. Побывала в Германии, Франции и Италии.

## Работы
Из её академических работ выделяются небольшая фигурка «Вестник Марафонской победы». Выработав изящную технику и основательно изучив анатомию, Диллон специализировалась частью на нагих женских фигурах («Невольница», «Нега», «Мак», «Сомнамбула» и другие), частью на миловидных женских и детских головках, идеализированных и портретных.
Из головок её наибольшую популярность приобрела «Лилия». Представляют интерес и её драпированные фигуры: «Татьяна», «Офелия», «Эстеральда», «Капризница», «За чтением» и прочие.
«Татьяна» была впервые показана на академической выставке 1896 года и затем на Международной художественной выставке в Берлине в том же году. На 100-летие Пушкина «Татьяна» была выставлена в Музее барона Штиглица. В свете пушкинского юбилея и связанных приготовлений «Татьяна» пользовалась большой популярностью — её изображение помещали в газетах, журналах, на открытках и в изданиях Пушкина, однако впоследствии её следы затерялись.
В конце 1890-х годах Диллон создала ряд работ для интерьеров петербургского особняка А. Ф. Кельха по заказу его супруги В. П. Базановой-Кельх. Для парадной лестницы особняка Диллон создала три аллегорические статуи: «Утро», «Полдень» и «Вечер» (принадлежат Ростовскому музею изобразительных искусств). Весной 1898 года Диллон отправилась во Флоренцию, где её горельефы итальянскими мастерами под руководством профессора Коррадосси к концу марта 1899 года были переведены в мрамор. В итоге в доме Кельха появились три мраморные фигуры на лестнице и монументальный декоративный камин в зале («Пробуждение весны»). Скульптурная композиция изготовлена из трёх видов мрамора – белого (верх), серого (низ) и белого с прожилками, из которого были вырезаны фигуры людей. Прожилки имитировали вены на коже. При близком рассмотрении на поверхности мрамора видны даже поры кожи и мелкие складочки.
Во Флоренции Диллон создала портретные бюсты, а также статуэтки Эсмеральды (по состоянию на 2020 год хранилась в Государственной Третьяковской галерее) и «Итальянскую нищенку» (до 1918 года хранилась во дворце[каком?] великой княгини Ксении Александровны).
В Санкт-Петербурге Диллон для Каслинского чугунного павильона выполнила три работы:
- Горельеф «Птицы радости и печали Сирин и Алконост» в декоре среднего яруса;
- Модель для драконов, расположенных по углам верхнего яруса;
- Канделябры внутри павильона.

«Лилия» была создана Диллон в 1899—1900 годах; по свидетельству Диллон (в интервью Ю. Д. Беляеву для «Нового времени», 1899), моделью для этой скульптуры послужила «одна русская барышня», встреченная ваятельницей в дороге. «Лилия» была приобретена на выставке в Академии художеств императорской семьей для украшения Сиреневого кабинета Александровского дворца.
Горельеф «Офелия» был исполнен Диллон в 1901 году и посылался ею на международные выставки — в Мюнхене (1901 год) и в Риме (1911 год).
Существовала терракотовая статуэтка «В сумерках» работы Диллон (считалась утраченной, пока не была обнаружена в 2010-х годах в петербургском частном собрании).
Считающиеся обыкновенно более серьёзными задачи были с успехом исполнены ею: бюст-памятник математику Николаю Лобачевскому (в Казани), такой же памятник императору Александру II (в Чернигове; уничтожен после Революции 1917 года), ряд надгробных памятников: министру путей сообщения Адольфу Гюббенету (на петербургском Новодевичьем кладбище; портретный медальон и бронзовые украшения не сохранились), акварелисту Луиджи Премацци (на петербургском Выборгском кладбище; утрачен после революции, известен по фотографии), инженеру-механику Виктору Делла-Восу (в московском Ново-Алексеевском монастыре; утрачен вместе с захоронением после революции), писателю Григорию Данилевскому (предназначался для захоронения в селе Пришиб на Харьковщине), живописцу Константину Крыжицкому (1912, находился на Смоленском православном кладбище; утрачен после революции, сохранилась только высокая гранитная скала), композитору и пианисту Антону Аренскому (на петербургском Тихвинском кладбище; гипсовый оригинал не сохранился, известен по копии 1952 года из искусственного камня) и, наконец, актрисе Вере Комиссаржевской (установлен в 1915 году на Никольском кладбище; в 1936 году, вместе с прахом артистки, был перенесён на Тихвинское кладбище).
Широкое распространение во всевозможных изображениях в России и за границей получила большая группа Диллон «На Дальнем Востоке» — молоденькая сестра милосердия читает раненому солдату письмо с родины; этой работой Диллон заслужила в 1905 году первую юбилейную премию в 2000 рублей на конкурсе Императорского общества поощрения художеств. Другую премию она получила за модели двух медалей в память 200-летия Петербурга.
Диллон обладала талантом без широкого захвата, но вполне гармоничным в самом себе, выполнявшем отмежеванную себе собственную область. Её работы производят своё впечатление именно инстинктивным соответствием между задачами и силами, которого художница сумела достигнуть.
- Работы Марии Диллон, хранящиеся в Екатеринбургском музее изобразительных искусств
- Вариант фрагмента «Пробуждение Весны» для петербургского особняка А. Ф. Кельха
- Драконы Каслинского чугунного павильона, отлитые по модели Диллон, 1898 год
- Канделябр «Флора» для Каслинского завода. Модель 1899 года

## Ошибочно приписываемые Диллон работы
Диллон ошибочно приписывали в биографическом словаре «Художники народов СССР» (1976) авторство памятника Шарлю Гуно, установленном в Париже. Заведующая отделом скульптуры Русского музея, кандидат искусствоведения Елена Карпова выяснила, что эта ошибка произошла потому, что в «Новом времени» опубликовали вместе «Новую биографию Гуно» (в ней было фото памятника) и статью о Диллон. На самом деле памятник Гуно был выполнен французским скульптором Антонином Мерсье.

## Семья
Муж — художник Ф. Ф. Бухгольц (1857—1942), соученик Диллон. Сохранилась (по состоянию на 2020 год) его изображение из терракоты, выполненное в июне 1885 года Марией Диллон.
Похоронена на Смоленском лютеранском кладбище (уч. 98); там же рядом погребены её муж и две сестры, обе актрисы: Анна (по сцене Долина; ум. 1929) и Флора (в браке Добровольская; ум. 1931).

## Публикации
- Диллон М. Л. О скульптуре / М. Л. Диллон; доклад был прочитан О. Г. Базанкур (общее собрание 3-го января 1912 г.) // Труды Всероссийского съезда художников в Петрограде : [декабрь 1911 — январь 1912]. — Петроград : Товарищество Р. Голике и А. Вильборг, 1915. — Т. 3. — С. 53–55. — 190 с., 62 л. ил. : ил. — OCLC 1085960896.